# ژوان بروسا
ژوان بروسا (کاتالونیایی: Joan Brossa؛ ‏تلفظ در کاتالان: [ʒuˈam ˈbɾɔsə]؛ ‏ ۱۹ ژانویهٔ ۱۹۱۹ – ۳۰ دسامبر ۱۹۹۸) شاعر، نمایش‌نامه‌نویس، طراح گرافیک و هنرمند اهل اسپانیا بود.
او تباری کاتالان داشت و تمامی آثار خود را به زبان کاتالان نگاشته‌است.
وی همچنین یکی از بنیان‌گذاران جنبش هنری «دائو آل ست» (۱۹۴۸) است.
در سال ۱۹۹۹ میلادی و یک سال پس از مرگش، دانشگاه خودگردان بارسلونا به او دکترای افتخاری اهدا کرد.